# ドミトリー・カルポフ
ドミトリー・カルポフ（Dmitriy Karpov、1981年7月23日 - ）は、カザフスタンの陸上競技選手。十種競技を得意とする選手で、2004年アテネオリンピックの銅メダリストである。カラガンダ州カラガンダ出身。

## 経歴
カルポフは、1999年にカザフスタンの国内選手権の十種競技で優勝し有名になる。このときの記録は6875ポイントであった。2002年には、釜山で行われたアジア大会に出場。7995ポイントで、中国の斉海峰に次いで銀メダルを獲得した。2003年には自身初となる8000点の大台を突破。同年8月に行われた世界選手権では8374ポイントで、アメリカのトム・パパス、チェコのロマン・セブルレに次いで銅メダルを獲得した。
カルポフは、2004年に、室内で行われる七種競技で、6155ポイントのアジア新記録を樹立。屋外で行われる十種競技でもアジア新記録を樹立した。そして、8月に行われたアテネオリンピックでは、8725ポイントで、自己の持つアジア新記録をさらに更新し、セブルレ、アメリカのブライアン・クレイに次いで銅メダルを獲得した。
カルポフは、2006年にカタールのドーハで行われたアジア大会にも出場し金メダルを獲得。2007年に大阪で開催された世界選手権では、セブルレ、ジャマイカのモーリス・スミスに次いで2大会ぶりとなる銅メダルを獲得した。2008年のシーズンは、3月の世界室内選手権の七種競技で銅メダルを獲得したが、8月の北京オリンピックでは、1種目を終わったところでけがのため2種目以降を棄権した。
カルポフは、短距離種目を得意としており、2003年には、200mのカザフスタンチャンピオンにも輝いている。

## 自己ベスト
- 100m - 10秒69 (2006年6月24日)
- 200m - 21秒65 (2003年7月26日)
- 400m - 46秒81 (2004年8月23日)
- 1500m - 4分32秒34 (2006年6月25日)
- 110mハードル - 13秒93 (2002年1月1日)
- 走高跳- 2m12 (2003年5月10日、8月26日)
- 棒高跳 - 5m30 (2008年6月1日)
- 走幅跳 - 8m05 (2002年6月23日)
- 砲丸投 - 16m95 (2010年11月24日)
- 円盤投 - 52m80 (2004年7月31日)
- やり投 - 60m31 (2006年6月25日)
- 十種競技 - 8725pt (2004年8月24日)

## 主な実績
| 年   | 大会                   | 場所                     | 種目     | 結果 | 記録   |
| ---- | ---------------------- | ------------------------ | -------- | ---- | ------ |
| 2000 | 世界ジュニア陸上選手権 | サンティアゴ(チリ)       | 十種競技 | 4位  | 7366pt |
| 2002 | アジア大会             | 釜山(大韓民国)           | 十種競技 | 2位  | 7995pt |
| 2003 | 世界陸上選手権         | パリ(フランス)           | 十種競技 | 3位  | 8374pt |
| 2004 | 世界室内陸上選手権     | ブダペスト(ハンガリー)   | 七種競技 | 4位  | 6155pt |
| 2004 | オリンピック           | アテネ(ギリシャ)         | 十種競技 | 3位  | 8725pt |
| 2005 | 世界陸上選手権         | ヘルシンキ(フィンランド) | 十種競技 | -    | DNF    |
| 2006 | アジア大会             | ドーハ(カタール)         | 十種競技 | 1位  | 8384pt |
| 2007 | 世界陸上選手権         | 大阪(日本)               | 十種競技 | 3位  | 8586pt |
| 2008 | 世界室内陸上選手権     | バレンシア(スペイン)     | 七種競技 | 3位  | 6131pt |
| 2008 | オリンピック           | 北京(中国)               | 十種競技 | -    | DNF    |